# Judería de Sagunto
La Judería de Sagunto es el antiguo barrio judío de esta ciudad de la Comunidad Valenciana, España. Desde aproximadamente el siglo VIII hasta 1868, Sagunto se denomina Morbyter,  Murviedro (español)  o Morvedre (valenciano).

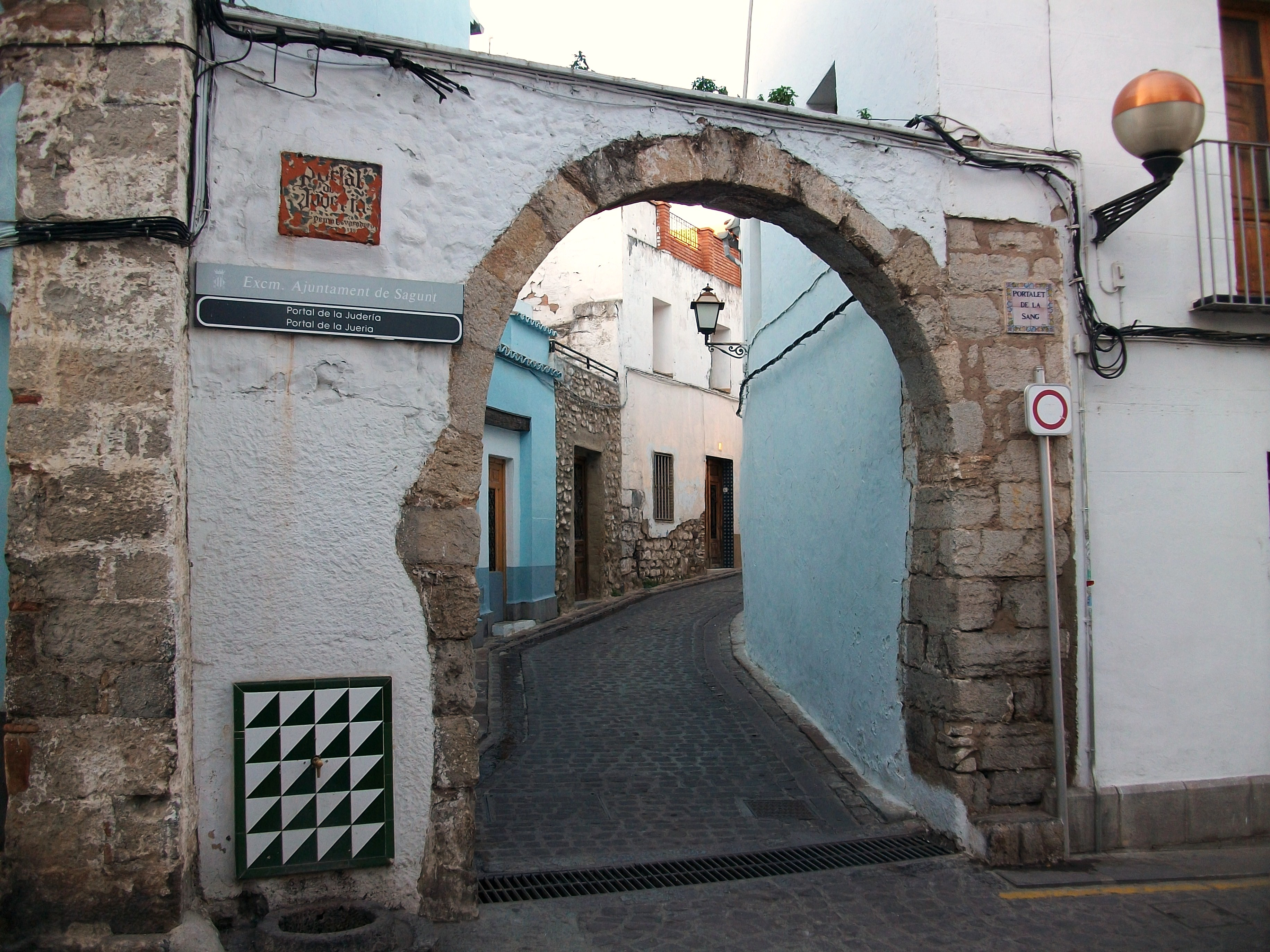
Portalet de la Judería o de la sangre

## Historia
Se tiene constancia de la presencia hebrea en Sagunto desde tiempos muy remotos. Gracias a unas inscripciones encontradas en placas de plomo, se puede datar desde fines del s. I o principios del s. II. Se trata probablemente de los documentos más antiguos que conservamos que confirman la presencia judía en la península ibérica, y llegados a  Sagunto como esclavos de los romanos, tal vez consecuencia de la diáspora tras la conquista romana de Palestina y la destrucción del templo de Salomón en el año 70.
Se conoce muy poco sobre los hebreos de Murviedro en época islámica. En cualquier caso, por su condición de dimmíes, gozaban de protección por parte de los musulmanes y podían practicar su religión y vivir conforme a sus normas y ritos siempre que no atentaran contra el islam.
El periodo mejor documentado de los judíos de Murviedro se extiende desde la conquista cristiana en el siglo XIII hasta su expulsión en 1492. Con las conquistas de Jaime I, especialmente la de Valencia en 1238, llegan familias judías al reino recientemente constituido. Provienen de Aragón y de Cataluña, estimuladas por las donaciones de tierras y por los privilegios otorgados por el rey Conquistador. Así, familias como los Vives colaboran en la repoblación y se asientan en Murviedro, donde llegan a ser bastante importantes demográficamente como para constituir una aljama, entidad administrativa propia.
La importancia de la comunidad judía morvedrina queda de manifiesto en el hecho de que determinados cargos públicos son desempeñados por judíos, como por ejemplo el de baile, sobre todo durante el reinado de Jaime I. Próximos al poder real, eran a ojos del monarca administradores eficaces. Aun así, en 1283 Pedro el Grande prohíbe a los judíos ejercer cargos públicos.
Las actividades económicas de los judíos eran esencialmente urbanas, y la mayoría se ganaban la vida como artesanos o comerciantes. Fueron famosos los orfebres de Murviedro, especialmente los plateros. En el s. XV destaca Vidal Astori, quien llegó a ser platero del rey.
La convivencia entre comunidades no siempre fue pacífica, y las tensiones fueron en aumento, sobre todo en el s. XIV. Las dificultades económicas de este siglo unidas a la epidemia de peste acentuaron las tensiones sociales y el antisemitismo, a pesar de la política proteccionista que mantuvieron los sucesivos monarcas hacia los judíos.
Por ello, por razones de seguridad, pero también para preservar su identidad, la aljama pidió en 1321 permiso para construir un muro que los separase del resto de la ciudad, el cual fue concedido por Jaime II.  En realidad, se trataba simplemente de cerrar los accesos al barrio, dejando solamente algunos pasajes abiertos. Hoy en día se conserva uno de estos accesos, el Portalet de la Jueria o de la sangre.
En 1348 los unionistas de Valencia asaltan Sagunto y saquean la judería. Y en 1363, durante la guerra contra Castilla o guerra de los Dos Pedros,  el barrio judío de nuevo es objeto de pillaje y destrucción. Las tensiones alcanzarán su punto culminante en 1391, cuando en junio estalla una revuelta popular que asalta la mayoría de las juderías de la península ibérica. La de Valencia, la más importante del reino, es destruida completamente y su población forzada a convertirse al cristianismo. Sin embargo, la aljama de Murviedro constituye una excepción, ya que las autoridades municipales la protegieron, aunque sus vecinos tuvieron que buscar refugio en el cercano Castillo. Se evitó así la destrucción de la judería, y gracias a ello hoy en día conserva el trazado original de sus callejuelas, y algún otro elemento visible. Al conservarse el barrio y ser destruidas otras aljamas, la morvedrina se convirtió en núcleo de atracción para otros judíos, y su afluencia desde otras poblaciones del reino fue importante en los años posteriores. De esta forma, a partir del s. XV la judería saguntina se convirtió en la principal del reino.

### La expulsión

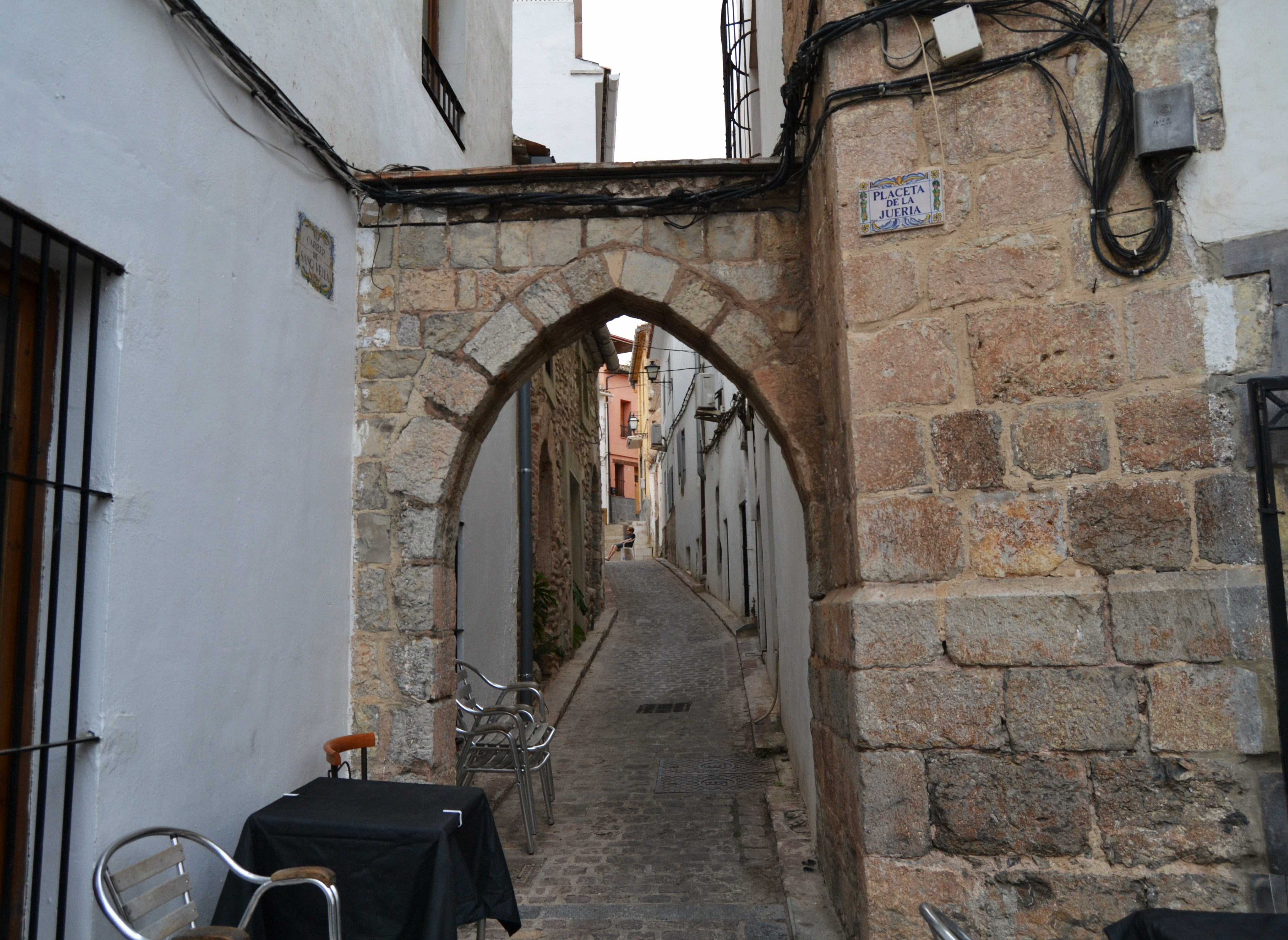
Inicio de la calle Sangre vieja, en la placita de la Judería

El 31 de marzo de 1492 los Reyes Católicos firmaron el decreto de la Alhambra, o edicto de expulsión de los judíos de las Coronas de Castilla y de Aragón. Alrededor de 700 judíos de Sagunto, cifra que representaba un tercio de sus habitantes, tendrán que abandonar el país antes del 31 de julio. Junto con otros judíos del territorio valenciano y de aquellos llegados desde Aragón, los morvedrinos embarcarán en el puerto de Sagunto para dirigirse principalmente a Italia y al norte de África.

## Situación
La judería se sitúa en la parte alta de la ciudad, junto al camino que conduce al Castillo, y tiene como límite meridional el teatro romano. El barrio comprendía el perímetro de las actuales calles del Teatro romano por el oeste, de mosén Gaspar Batalla por el norte, y la calle del Castillo por el este. En esta última se encuentra la puerta de entrada, el Portal de la Judería o Portal de la sangre. Se trata de un arco de medio punto por el cual se accede al conjunto urbano. Después de 1391, con la llegada otras familias, el barrio se extenderá hacia el este, al otro lado de la calle del Castillo.

## Elementos más relevantes
La topografía urbana actual conserva prácticamente el mismo trazado de época medieval, con sus callejuelas estrechas e irregulares, sus callejones sin salida y sus plazoletas. Todavía hoy se pueden apreciar algunos elementos que nos recuerdan la presencia judía:
- Torre de defensa: data probablemente de 1366, tras la guerra de los dos Pedros, y se encuentra al inicio de la calle del Castillo. Es la única torre que hay en el interior de la ciudad, hecho que explicaría su carácter defensivo de la judería, por su extremo nordeste.
- Sinagoga:  desaparecida en la actualidad, pero se han encontrado restos bajo algunas viviendas de la calle Sangre vieja. Se cree que fue construida sobre el podio del antiguo templo de Diana, del que se conserva uno de sus muros.Mikve

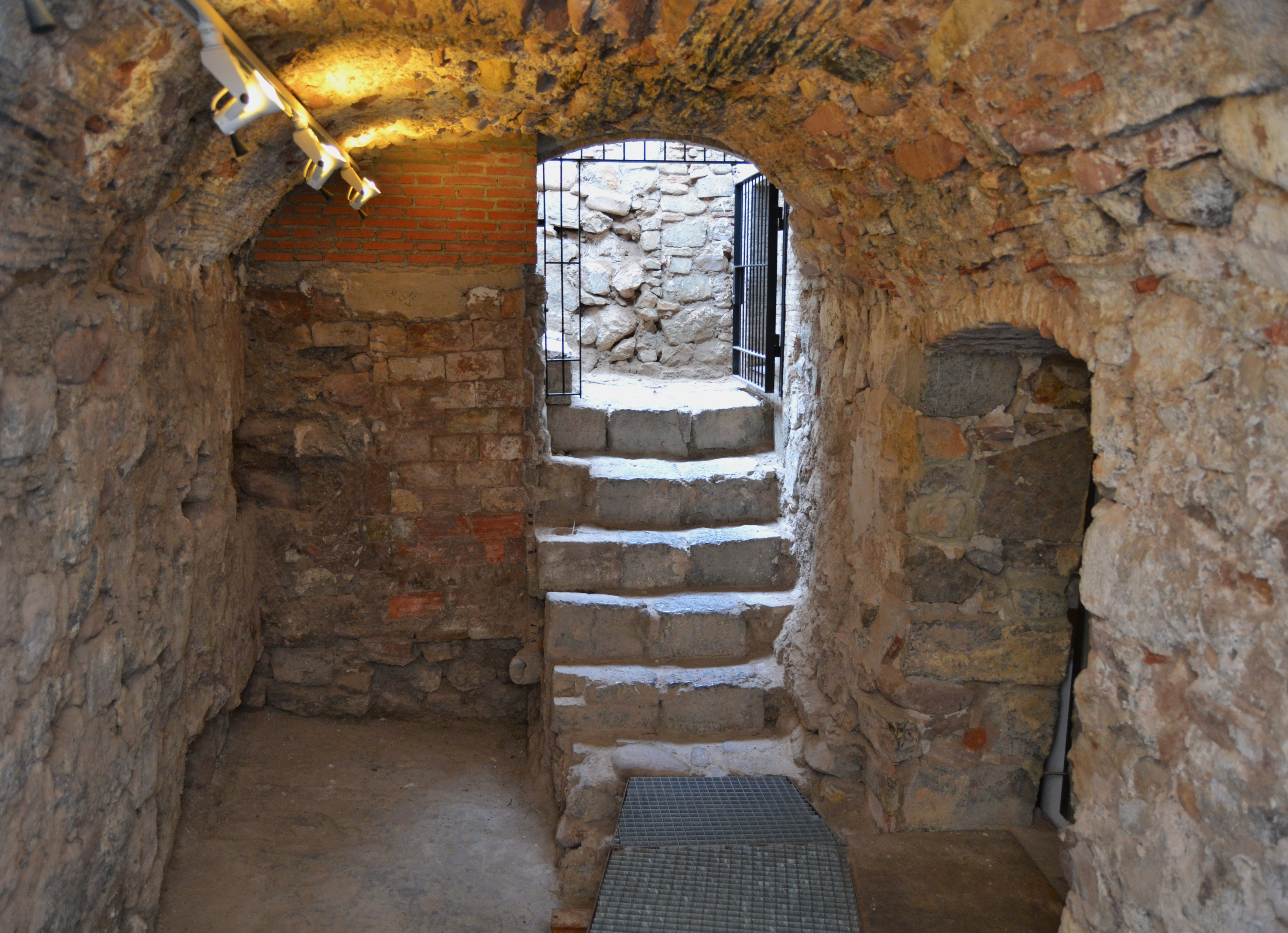
Mikve

- Mikve o baño ritual. Es una pequeña estancia abovedada situada al lado de la sinagoga. Se puede acceder a ella descendiendo una escalera de dos tramos, y aún se aprecia el caño por el que entraba el agua. Se alimentaba de una balsa adyacente que recogería las aguas pluviales.
- Mezuzá o pergamino con versículos de la Torá. En el marco derecho del pórtico de una casa de la calle del Castillo se encuentra el hueco destinado a colocar el receptáculo cilíndrico con la mezuzá.
- Necrópolis: M. Civera identifica hasta tres zonas donde hubo cementerios judíos, en una franja de unas 4 hectáreas situada detrás del teatro romano, y a los pies de las murallas del castillo. Por una parte, encontramos alrededor de 60 hipogeos, excavados en la roca de la montaña. Por otra, tenemos una serie de enterramientos con sepulturas individuales, de forma trapezoidal y con orientación norte-sur, la cabeza hacia el sur. Junto a los cuerpos se han encontrado diversos objetos (brazaletes, pendientes) de oro y de plata.[6]